# Christian Friedrich Ecklon
Christian Friedrich Ecklon (Apenrade, Dinamarca, 17 de dezembro de 1795 — Cidade do Cabo, África do Sul, 1868) foi um farmacêutico, recolector e botânico dinamarquês que se distinguiu no estudo da flora do sul da África.

## Biografia
Ecklon realizou expedições de herborização na África do Sul, sendo a sua primeira viagem em 1823, primeiro como aprendiz de boticário e depois como  farmacêutico, tratando da flora com fins medicinais. Sem recursos económicos e com a saúde deteriorada foi forçado a viver pobremente, vendendo bolbos e preparando remédios herbais.
Retornou à Europa em 1828, levando uma importante quantidade de espécimes de herbário. Durante a sua estadia em Hamburgo, de 1833 a 1838, trabalho na revisão e classificação desta colecção. O herbário por ele trabalhado constituiu a base da obra Flora Capensis (1860-1865) publicado pelo seu amigo, o farmacêutico hamburguês Otto W. Sonder (1812-1881) em colaboração com o seu colega irlandês William H. Harvey (1811-1866).
Ecklon foi co-autor, com Karl Ludwig Philipp Zeyher que tinha com ele participado na expedição realizada em 1829, de Enumeratio Plantarum Africae Australis Extratropicae (1835-7), um catálogo da flora do sul da África.
Regressou à África do Sul, onde faleceu na Cidade do Cabo em 1868.
O herbário de Lehmann e de Sonder, alojado no Museu Sueco de História Natural de Estocolmo contém especiais referências às colecções de Ecklon e de Zeyher.
Um dos seus pupilos foi Friedrich Heinrich Theodor Freese (ca. 1795-1876), um botânico e médico alemão, que estudou a flora sul-africana.
Nos registos do IPNI, Ecklon descreveu um total de 2 002 taxa entre géneros e espécies. Os seguintes taxa tomam o nome de Ecklon como epónimo:
Géneros
- Ecklonia Schrad.

Espécies
- Ecklonia biruncinata ou E. radiata
- Delosperma ecklonis Schwantes
- Helichrysum ecklonis Sond.